# Xiacun (socken i Kina, Shandong, lat 34,96, long 117,80)
Xiacun (kinesiska: 下村乡, 下村) är en socken i Kina. Den ligger i provinsen Shandong, i den östra delen av landet, omkring 200 kilometer söder om provinshuvudstaden Jinan. Antalet invånare är 38969. Befolkningen består av 18 902 kvinnor och 20 067 män. Barn under 15 år utgör 20,0 %, vuxna 15-64 år 68 %, och äldre över 65 år 11,0 %.
Genomsnittlig årsnederbörd är 925 millimeter. Den regnigaste månaden är juli, med i genomsnitt 251 mm nederbörd, och den torraste är januari, med 9 mm nederbörd.